# Movin’ On
Die Movin’ On ist eine 1998 von Michelin ins Leben gerufene Veranstaltung, die  –  bis 2016 als Challenge Bibendum – oft jährlich stattfindet. Auf der Movin’ On werden technische Lösungen und Konzepte für eine nachhaltige Mobilität im Straßenverkehr vorgestellt. Ziel der Veranstaltung ist es, den Energieverbrauch von Fahrzeugen zu senken, den CO2-Ausstoß zu minimieren, die Energieversorgung für den Straßenverkehr zu sichern, die Lärmbelästigung zu reduzieren, die Unfallzahlen zu vermindern und den Verkehrsfluss zu verbessern. Die Challenge Bibendum ist eine Non-Profit-Veranstaltung und wird vom französischen Reifenhersteller Michelin organisiert.

## Geschichte
Zum 100. Geburtstag des Michelin Maskottchens Bibendum gründete Edouard Michelin die Challenge Bibendum. Die Premierenveranstaltung fand 1998 in Clermont-Ferrand, dem Hauptgeschäftssitz von Michelin, statt. In den nachfolgenden Jahren gastierte die Veranstaltung unter anderem in Los Angeles (2001), Heidelberg (2002), San Francisco (2003), Shanghai (2004 und 2007), Kyoto (2005), Paris (2006), Rio de Janeiro (2010) und in Berlin (2011). Die teilnehmenden Experten stammen von Fahrzeugherstellern und aus der Automobilzulieferindustrie, von Energieversorgern und Forschungseinrichtungen. Dazu kommen Vertreter aus Politik und Wirtschaft.
Auf der mehrtägigen Veranstaltung präsentieren die Fachleute Ansätze, Strategien und Lösungen zu den Themen umweltfreundliche Fahrzeuge, alternative Antriebslösungen und zukünftige Verkehrskonzepte. Darüber hinaus versteht sich die Challenge Bibendum als Plattform zum gegenseitigen Austausch: In Panels, Konferenzen und Workshops diskutieren die Automobil-Akteure mit Entscheidern aus Politik, Wirtschaft und Wissenschaft sowie Medienvertretern Möglichkeiten für eine nachhaltige Mobilität im Straßenverkehr. Fester Bestandteil ist auch ein ausgiebiger Praxistest in Form einer Umwelt-Rallye für die präsentierten Fahrzeuge. Auf dieser Fahrzeugparade mit rund 200 Fahrzeugen müssen Pkw, Omnibusse, Lkw und Stadtfahrzeuge unter realen Bedingungen ihre Praxistauglichkeit und Leistungsfähigkeit beweisen. Hierzu gehören Brems- und Beschleunigungstests sowie die Messung des Energieverbrauchs und der Geräuschentwicklung. Die Fahrzeuge mit dem geringsten Energieverbrauch erhalten eine besondere Auszeichnung.

## Challenge Bibendum in Berlin vom 18. bis 22. Mai 2011
Schauplatz der Challenge Bibendum 2011 war das Gelände des ehemaligen Flughafens Tempelhof in Berlin. Im Mittelpunkt stand  das Thema „sauber, sicher und vernetzt“. Zentrale Fragestellungen widmeten sich den Bereichen Energieversorgung und Antriebskonzepte, Sicherheit im Straßenverkehr sowie der Verknüpfung aller Verkehrsteilnehmer durch sogenannte Intelligent Transportation Systems (ITS). Neben der großen Fahrzeugparade am 19. Mai zum Brandenburger Tor gab es am 21./22. Mai zum ersten Mal auch Publikumstage.

### Galerie

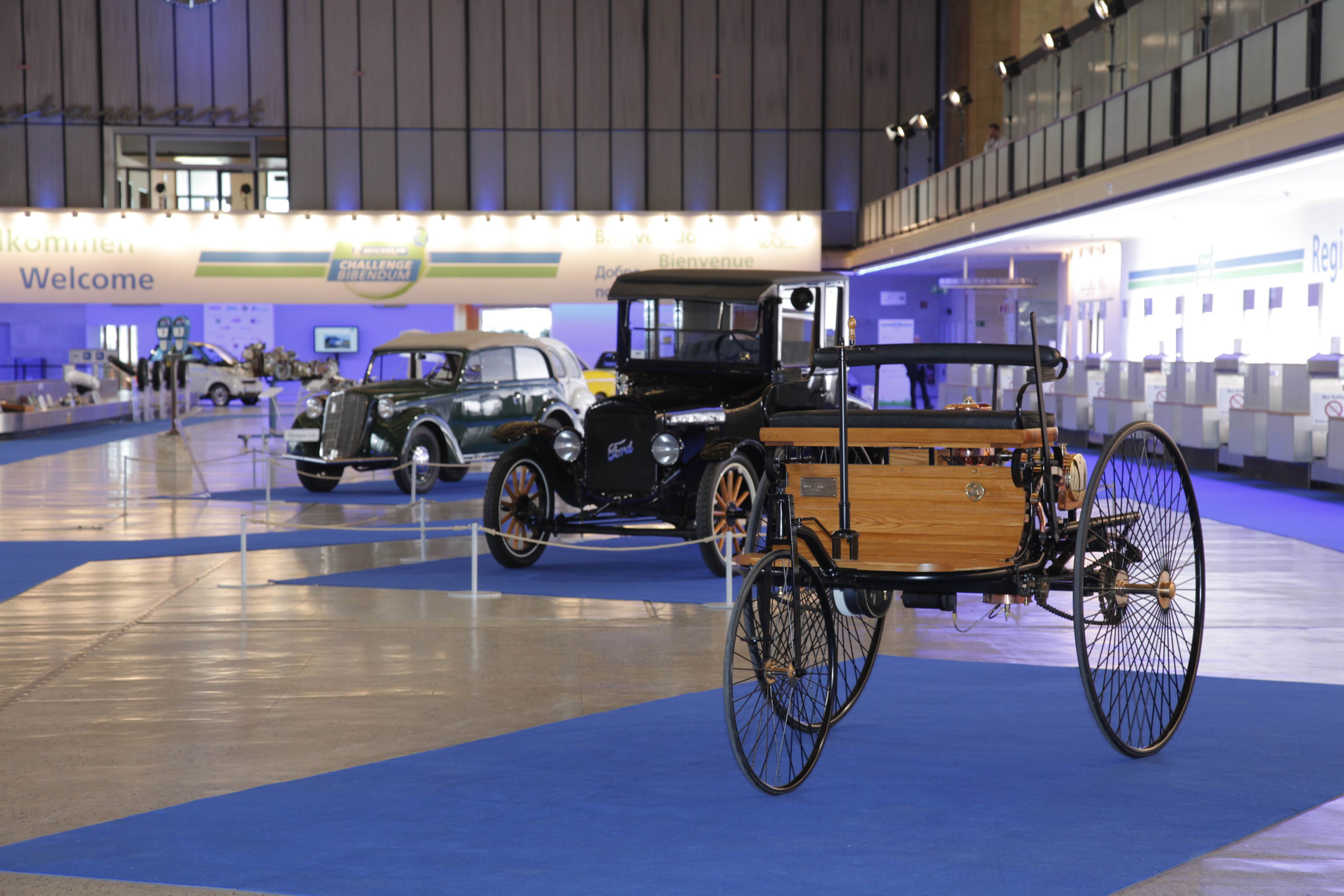
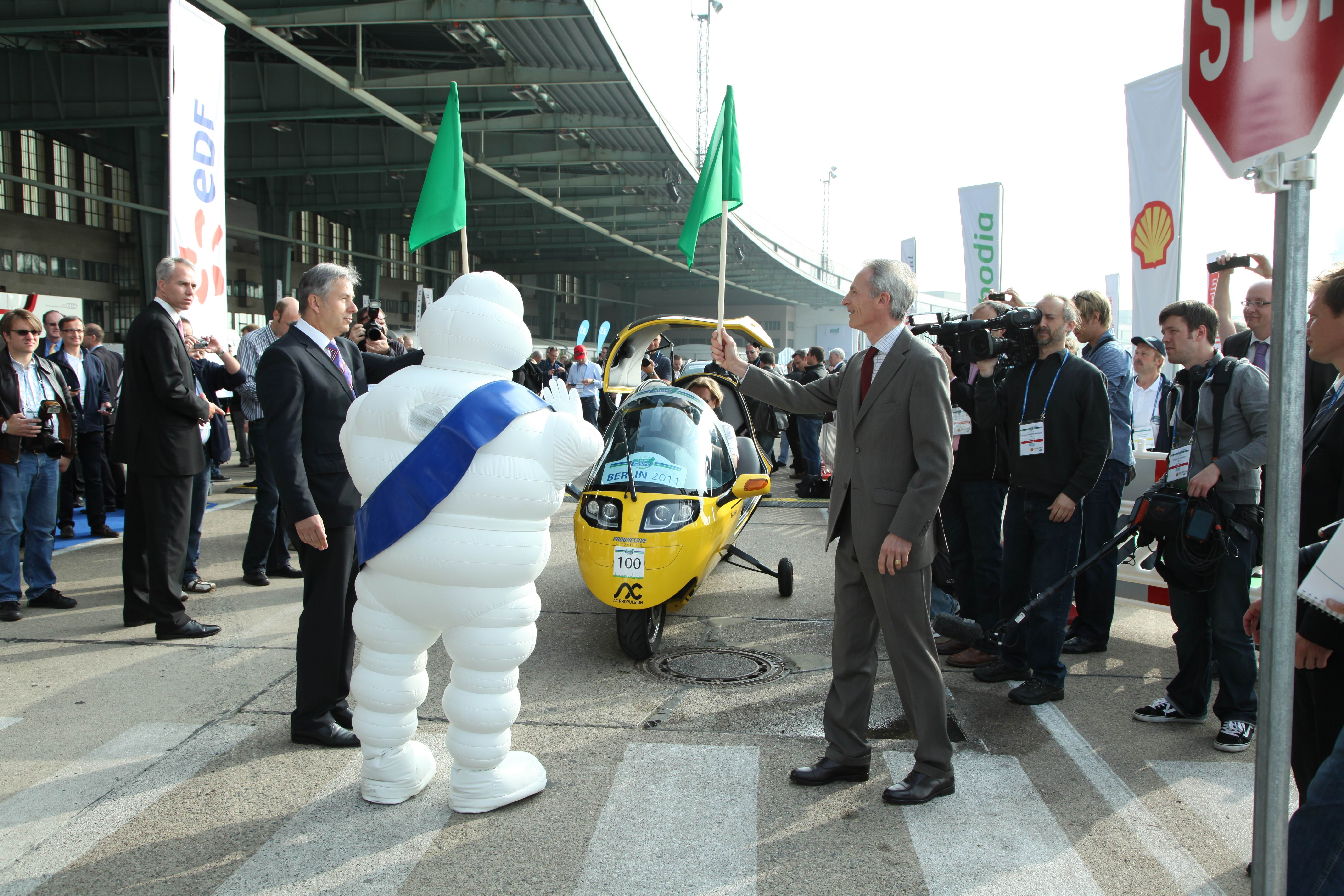
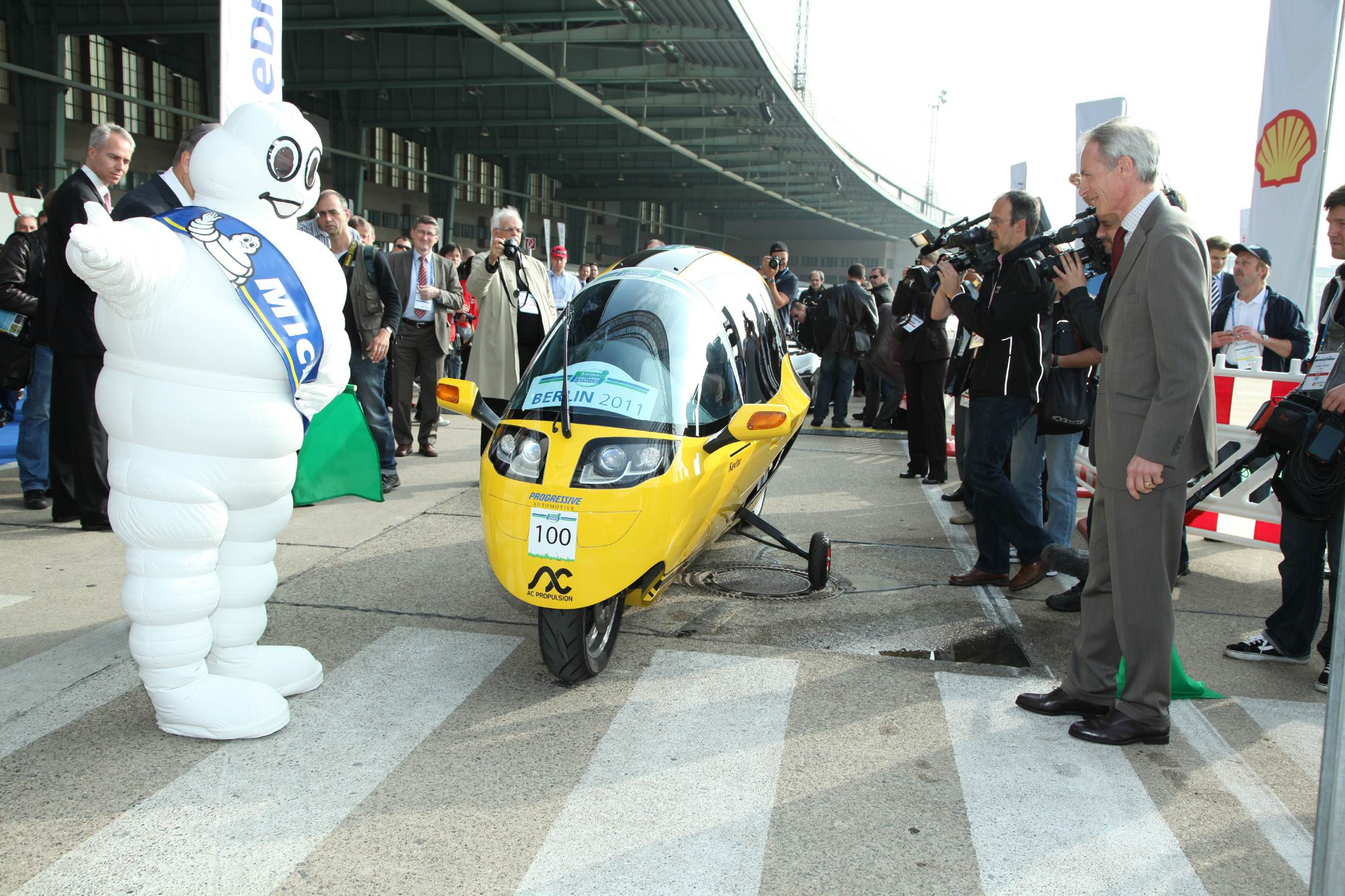
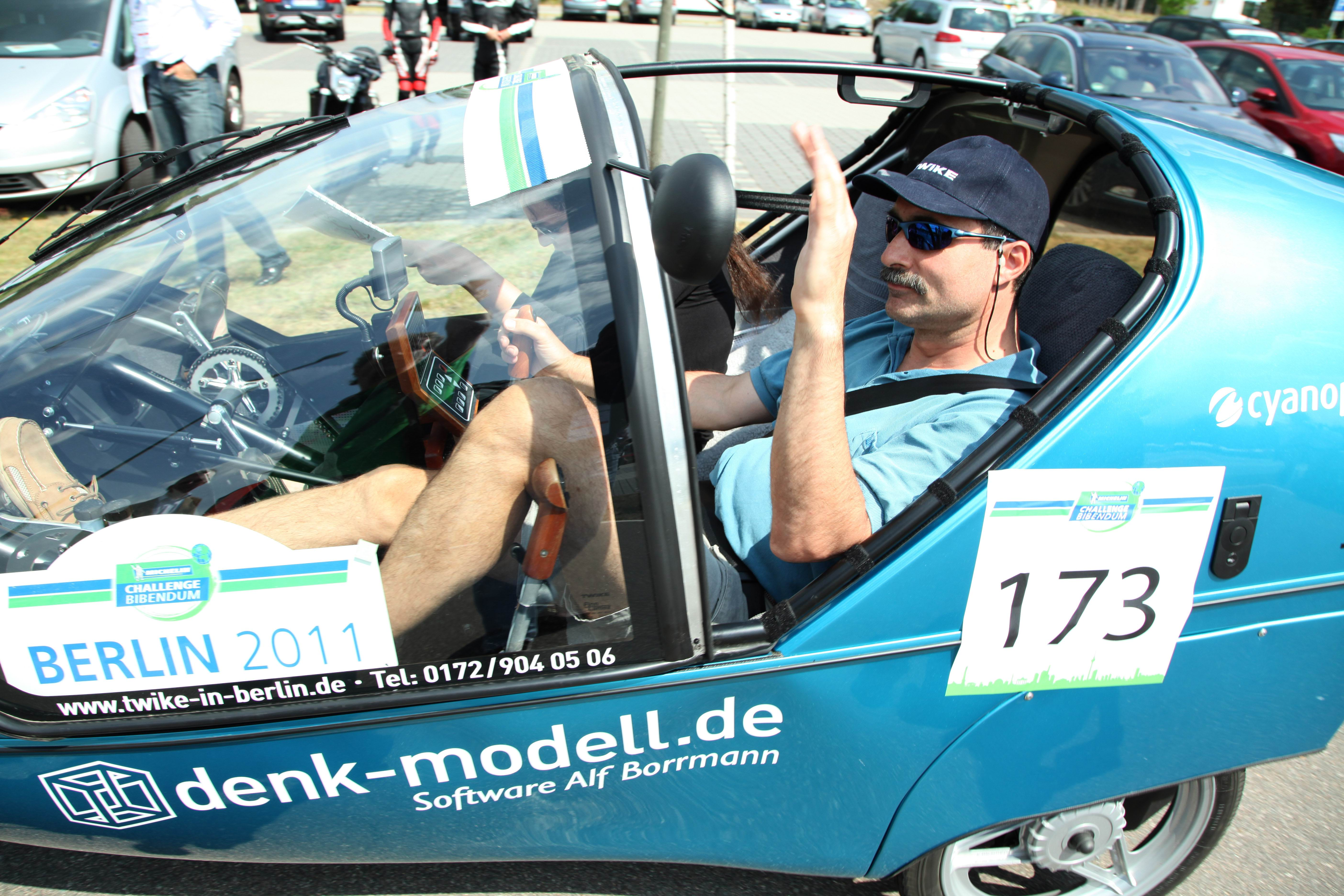
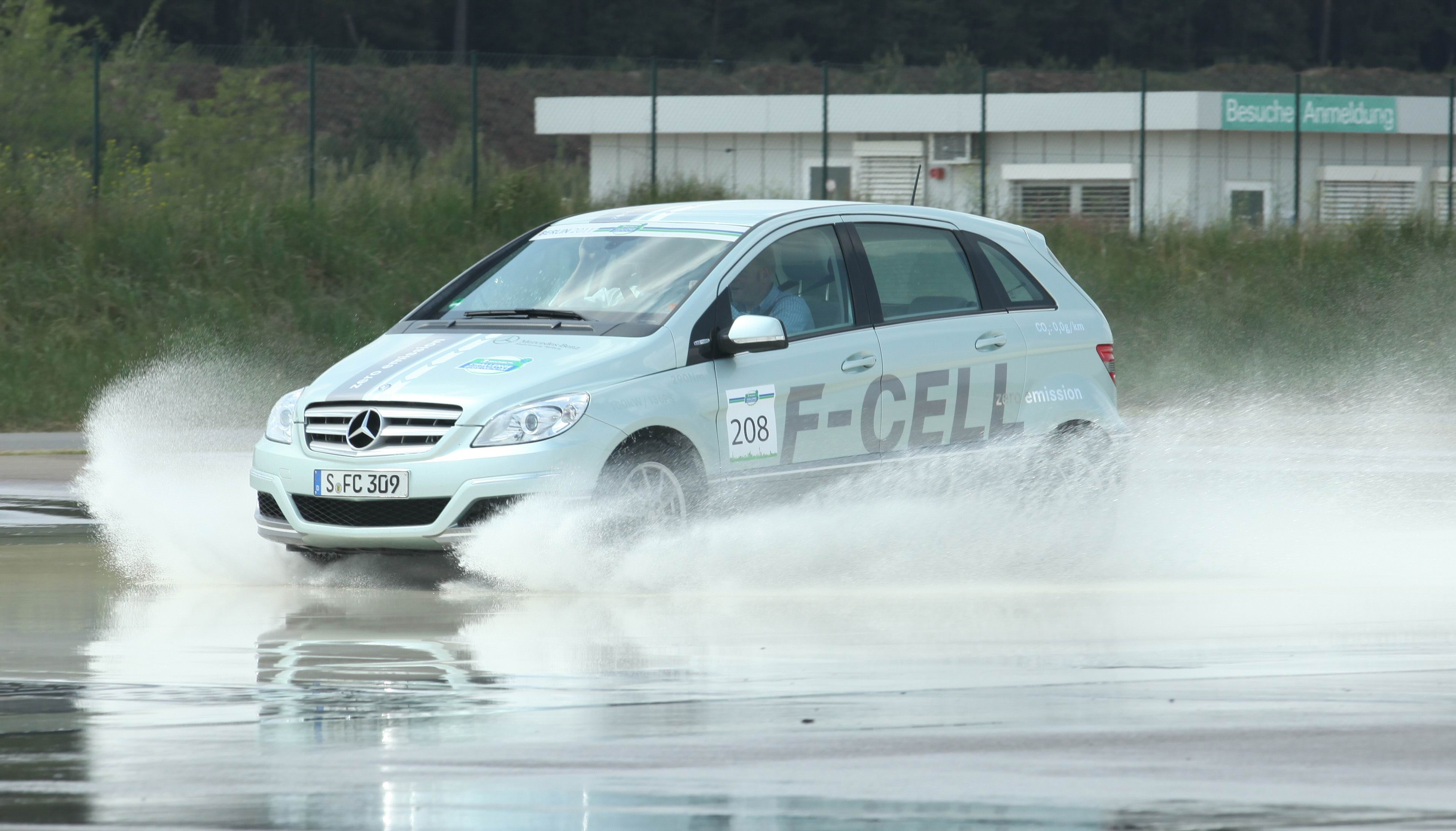
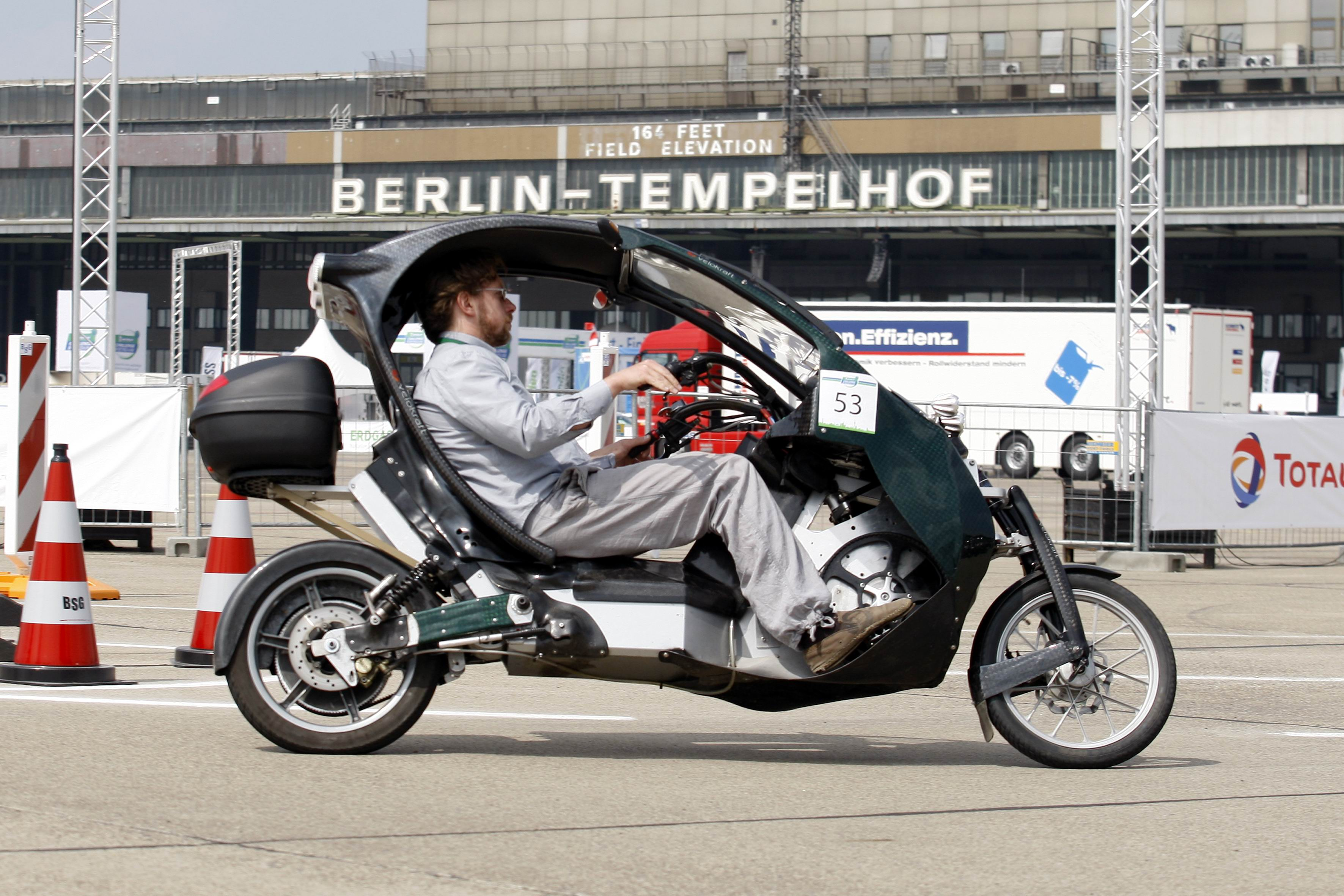
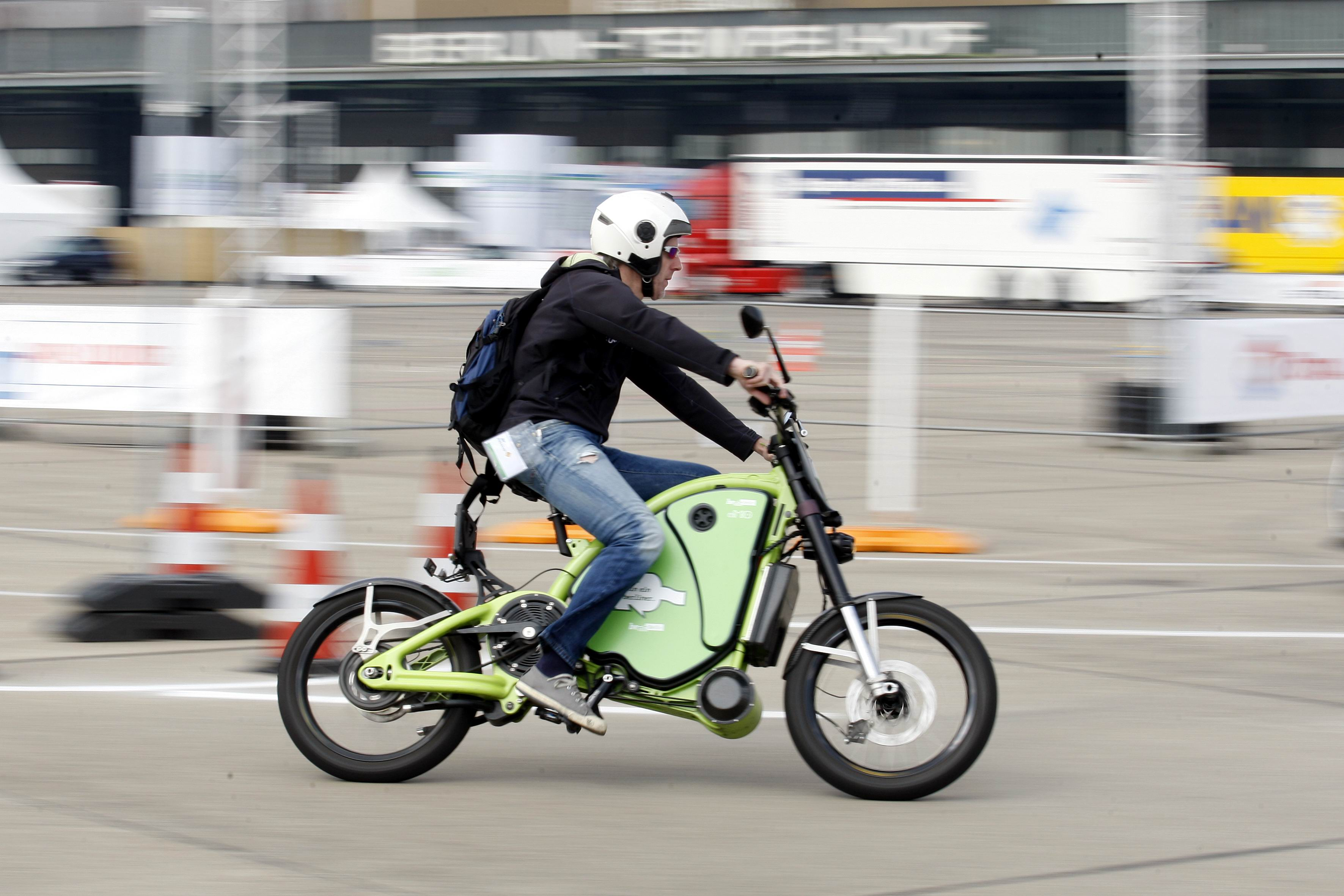
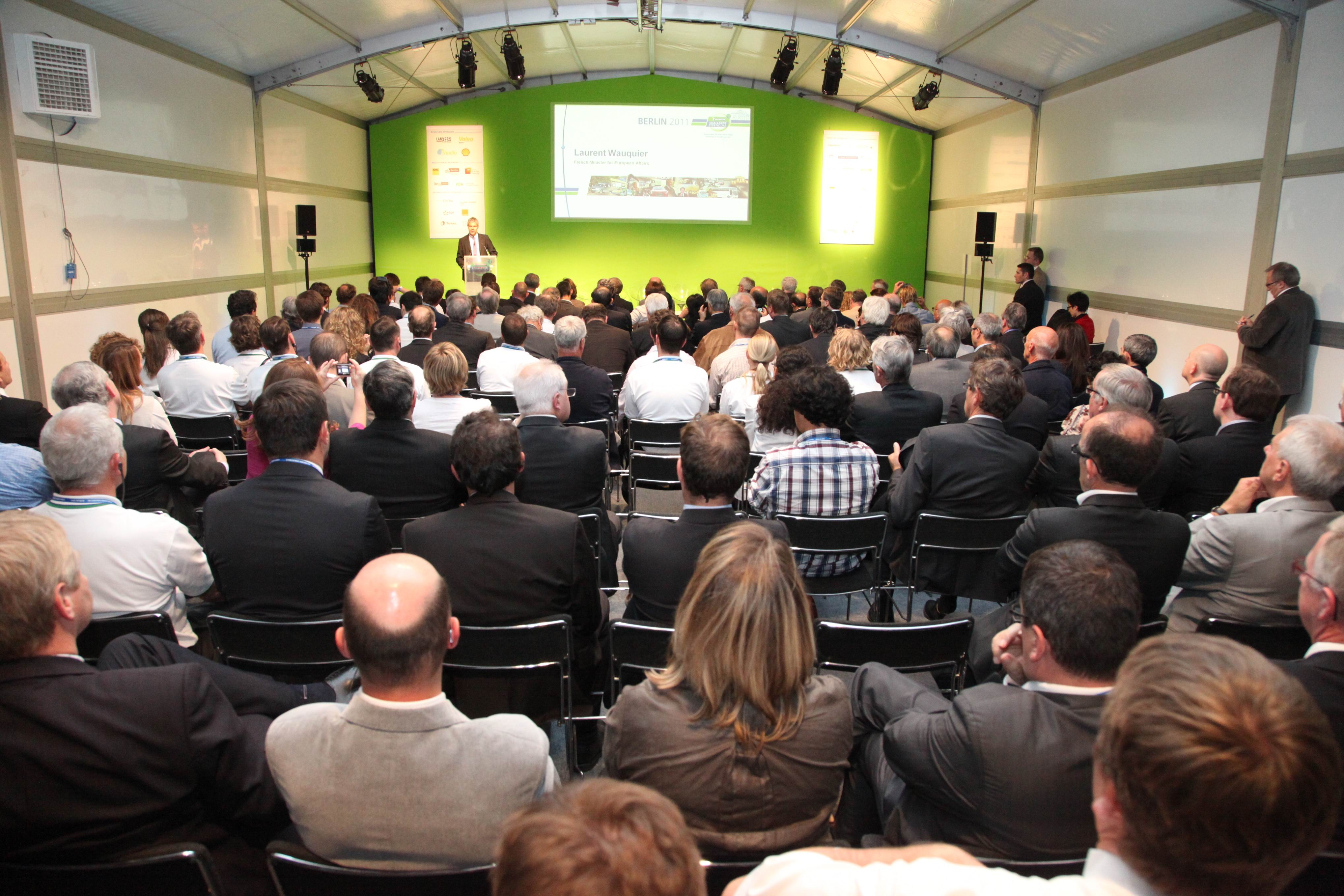
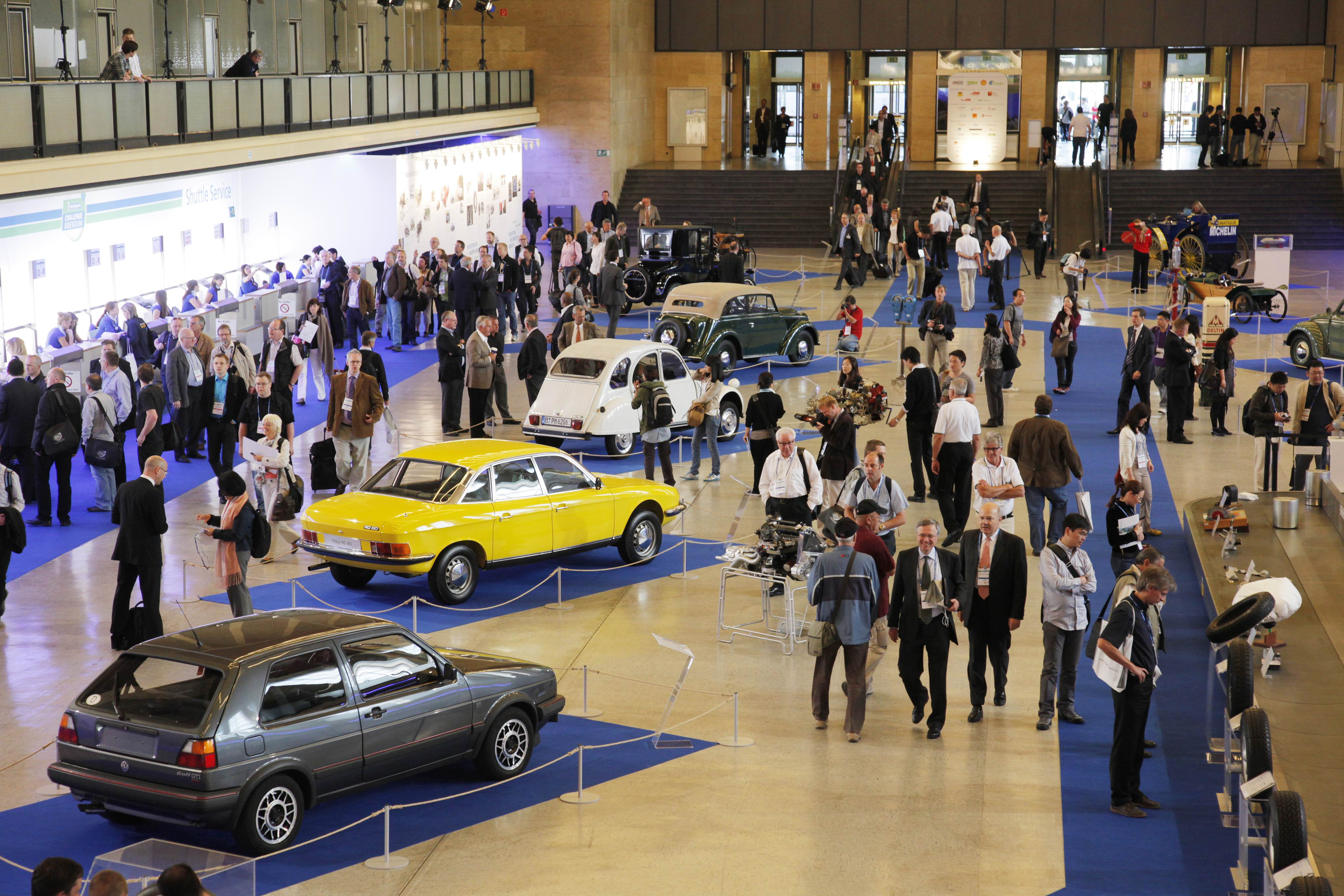
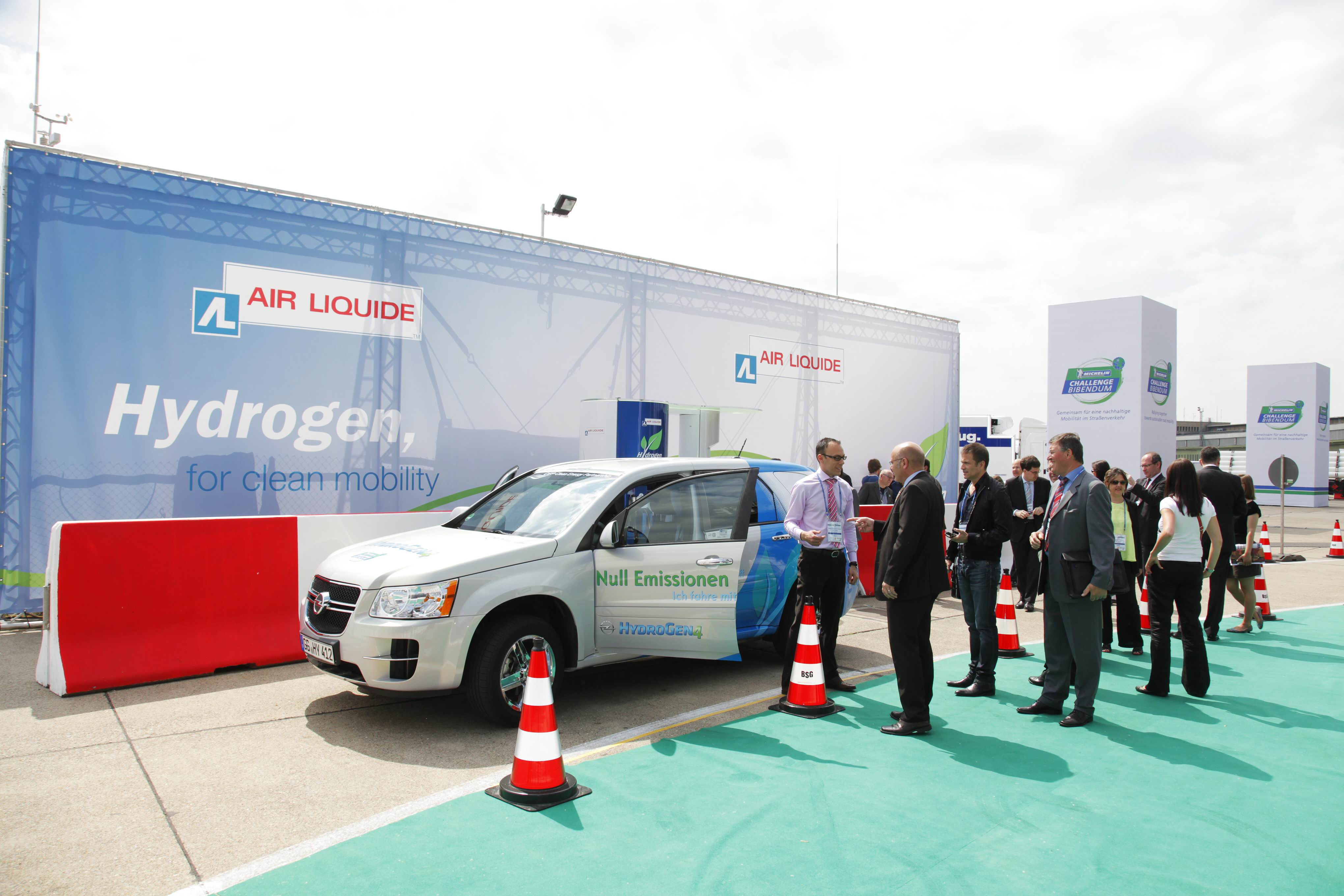
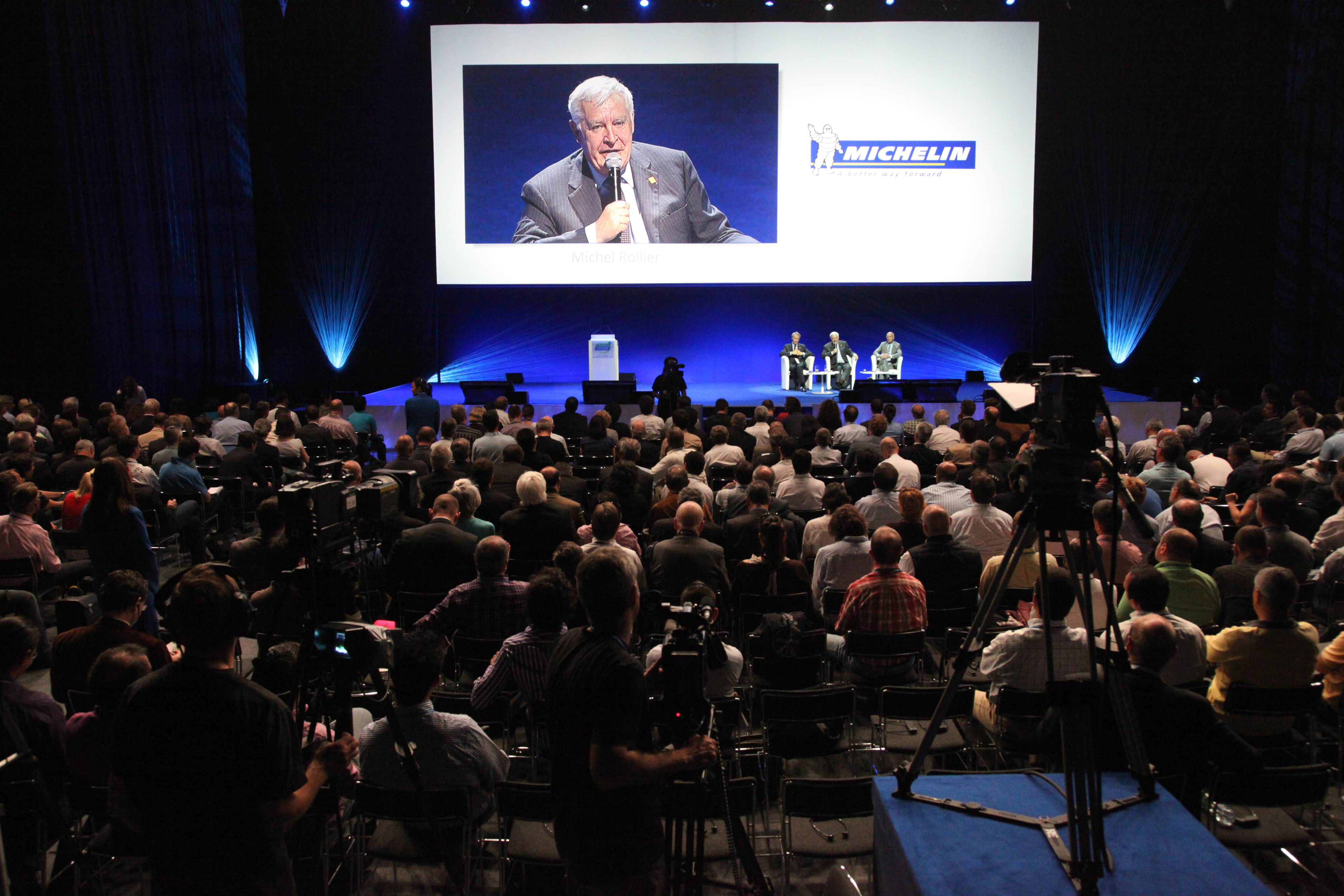
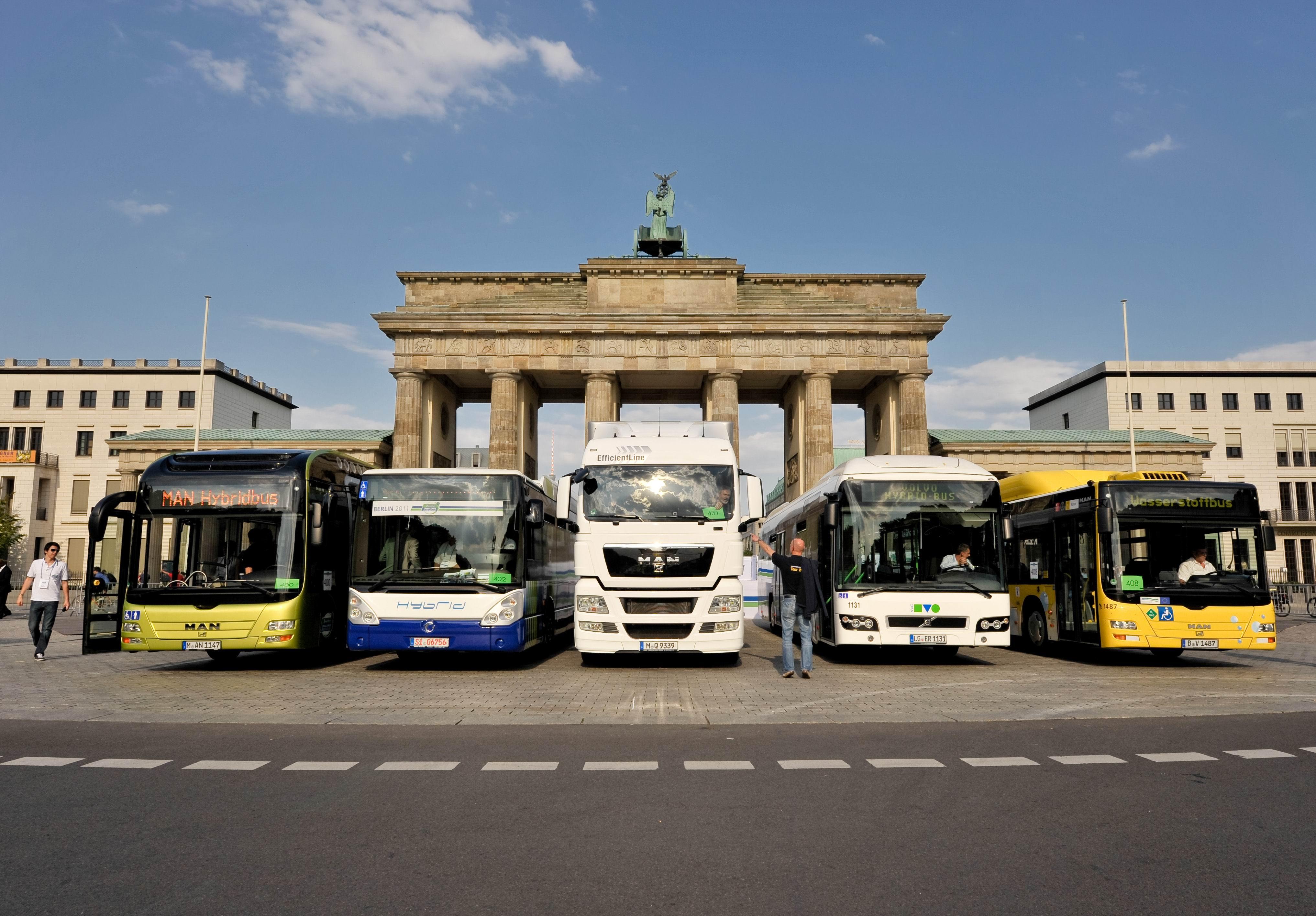
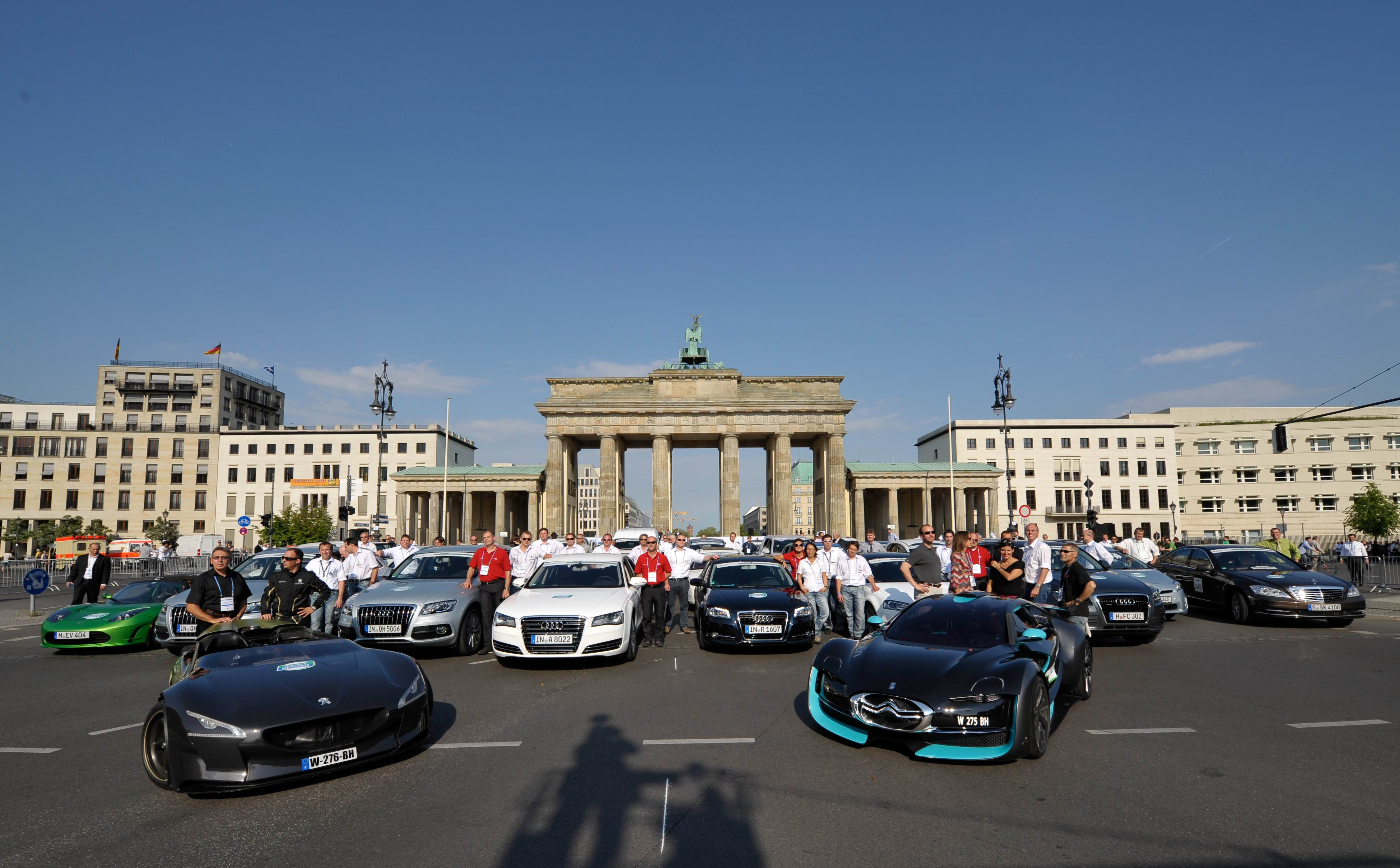

## Ab 2014
Im November 2014 fand die Veranstaltung in Chengdu, China statt.
2017 wurde sie in Movin’ On umbenannt; dies soll den Aufruf zum Handeln widerspiegeln. Veranstaltungsort war  das kanadische Montreal.
2019 fand sie erneut in Montreal statt; die Teilnehmerzahl überstieg wiederum 5.000.